# Merck & Co.
Merck & Co., Inc. i Kanada och USA medan Merck Sharp & Dohme (MSD) i resten av världen, är ett amerikanskt multinationellt läkemedelsbolag som forskar, utvecklar och tillverkar läkemedel rörande främst immunterapi, vaccin och veterinärmedicin.

## Historik
Företaget grundades den 1 januari 1891 av George Merck i syfte att distribuera finkemikalier i New York, New York och närliggande områden. Åtta år senare publicerade företaget en handbok med namnet Merck Manual, som handlade om hur man skulle behandla bronkit, diabetes och impotens. År 1919 blev företag börsnoterad. År 1933 blev Merck ett renodlat läkemedelsbolag när man uppförde Merck Research Labratory i Rahway, New Jersey. På 1940-talet började man också utveckla läkemedel för djur. År 1953 blev Merck fusionerad med Sharp & Dohme. Den 9 mars 2009 meddelade Merck att man hade för avsikt att förvärva konkurrenten Schering-Plough för 41,1 miljarder amerikanska dollar. Förvärvet genomfördes officiellt den 3 november. Den 2 juni 2021 beslutade Merck att låta företaget Organon återuppstå och Merck flyttade över produkter rörande bland annat biosimilar och kvinnans hälsa till det.